# Lijflandse Orde
De Lijflandse Orde (Latijn: Domus Sanctae Mariae Theotonicorum in Livonia) was een autonome afdeling van de Duitse Orde, die in 1237 tot stand kwam doordat de restanten van de Orde van de Zwaardbroeders zich bij de laatste hadden aangesloten. 
Deze ridderorde beheerste het grootste deel van Oud-Lijfland, een gebied dat overeenkomt met het tegenwoordige Estland en Letland. Aan het hoofd van de orde stond een landmeester, die resideerde in de burcht in Wenden, het huidige Cēsis. Hij werd aanvankelijk benoemd door de grootmeester van de Duitse Orde, maar later werd de Lijflandse Orde zelfstandiger.
De ridderorde heerste over het grootste deel van Oud-Lijfland, waar zij te maken had met de aspiraties van de onafhankelijke bisdommen Riga (vanaf 1255 aartsbisdom), Dorpat, Ösel-Wiek en Koerland en met de opkomende Hanzesteden. Het noorden van Oud-Lijfland, bestaande uit Wierland (Virumaa) en Harrien (Harjumaa) was tot 1346 als hertogdom Estland in Deense handen. Het werd in dat jaar na een grote boerenopstand aan de Lijflandse Orde verkocht.
De Lijflandse Orde bleef tot 1561 bestaan. Tijdens de Lijflandse Oorlog bleek de orde dermate verzwakt, dat de laatste landmeester, Godhard Kettler, zich onderwierp aan de koning van Polen. Dat land kreeg bij de Unie van Vilnius het grootste deel van het door de orde beheerste gebied in handen. Kettler werd de eerste hertog van het nieuwe hertogdom Koerland en Semgallen, een vazalstaatje van Polen-Litouwen. Het noorden van Oud-Lijfland viel aan Zweden toe.

Zegel van de landmeester van de Lijflandse Orde